# Klaus Hänsch
Klaus Hänsch (n. 15 decembrie 1938, Szprotawa, Voievodatul Lubusz, Polonia) este un om politic social-democrat german, europarlamentar în mai multe legislaturi. În perioada 1994-1997 a deținut funcția de președinte al Parlamentului European.
1. ↑  Klaus Hänsch, Brockhaus Enzyklopädie
2. ↑  Klaus Hänsch, Munzinger Personen, accesat în 9 octombrie 2017
3. ↑  Deputații în Parlamentul European